# NGC 39
NGC 39 је спирална галаксија у сазвежђу Андромеда која се налази на NGC листи објеката дубоког неба.
Деклинација објекта је + 31° 3' 39" а ректасцензија 0h 12m 18,8s. Привидна величина (магнитуда) објекта NGC 39 износи 13,6 а фотографска магнитуда 14,3. NGC 39 је још познат и под ознакама UGC 114, MCG 5-1-52, CGCG 499-76, IRAS 00096+3046, PGC 852.